# Río Degebe
El río Degebe es un río del suroeste de la península ibérica perteneciente a la cuenca hidrográfica del Guadiana, que discurre por la región del Alentejo (Portugal). 

## Curso
El Degebe nace al nordeste de Évora y cuya subcuenca ocupa un área de 262 km². Pasa por varias freguesias de los concejos de Arraiolos, Évora, Portel y de Reguengos de Monsaraz.
Tiene como principales afluentes la ribeira do Freixo, la ribeira de Machede, la ribeira de Bencafete, la ribeira da Pardiela, la ribeira da Azambuja, la ribeira da Caridade y la ribeira do Cagavai da Amieira. Su curso natural está interrumpido por el embalse de Monte Novo.

## Fuente
- Esta obra contiene una traducción  derivada de «Rio Degebe» de Wikipedia en portugués, publicada por sus editores bajo la Licencia de documentación libre de GNU y la Licencia Creative Commons Atribución-CompartirIgual 4.0 Internacional.